# Zifta
Zifta oder Zefta (arabisch زفتى, DMG Ziftā) ist eine Stadt  in Ägypten innerhalb des Gouvernement al-Gharbiyya mit ca. 102.000 Einwohnern. Bei Zifta befindet sich die Zifta-Stauwehr. 

## Geschichte
Zifta ist in der modernen ägyptischen Geschichte für einen Aufstand bekannt der während der Revolution in Ägypten 1919 stattfand, als die britische Besatzung Saad Zaghloul Pascha zusammen mit anderen Führern der Wafd-Partei aus Ägypten vertrieben und nach Malta verbannt wurden. Darauf versammelte sich das Volk von Zifta unter Youssef El Guindi und erklärte seine Unabhängigkeit von der Krone unter dem Namen Republik Zifta.

## Bevölkerungsentwicklung
| Zensusjahr | Einwohnerzahl |
| ---------- | ------------- |
| 1996       | 80.864        |
| 2006       | 93.740        |
| 2018       | 102.411       |

## Söhne und Töchter der Stadt
- Mostafa El-Sayed (* 1933), Wissenschaftler